# Bolognola
Bolognola település Olaszországban, Marche régióban, Macerata megyében. Lakosainak száma 141 fő (2023. január 1.). Bolognola Acquacanina, Montefortino, Sarnano és Ussita községekkel határos.

## Népesség
A település népességének változása:
| Lakosok száma | 137  | 136  | 141  |
|               | 2017 | 2018 | 2023 |